# 梁建森
梁建森（英語：Paul Ling Jiansen；1964年5月6日—；聖名：保祿）是天主教中國籍主教及中國天主教愛國會成員。2011年自選自聖，獲時任教宗認可。現任廣東江門教區主教。

## 生平
梁建森出生於1964年5月6日，在中國廣東省臺山市。1985年他21歲時領洗入教，隨即進入武漢中南神哲學院修道。1991年12月8日，梁建森在27歲時晉鐸。2004年，梁建森神父獲任命成為江門教區副主教。
2009年11月，梁建森神父在45歲時獲選為江門教區主教候選人。2011年3月30日，由被政府強迫的廣州總教區主教甘俊邱主禮，嘉應教區主教廖宏清和北海教區主教蘇永大襄禮自選自聖。其後，梁主教獲時任教宗本篤十六世認可成為江門教區主教。
梁建森主教在任內先後襄禮晉牧於2012年的湖南長沙總教區主教屈藹林。